# The Island (Hythe End)
The Island ist eine bewohnte Insel in der Themse, England oberhalb des Bell Weir Lock. Sie gehört zu Wraysbury, Berkshire. Die Insel ist durch zwei Brücken mit dem nördlichen Flussufer verbunden. Sie liegt seit 1974 in Berkshire und gehörte vorher zu Buckinghamshire.